# NGC 993
NGC 993 je galaksija u zviježđu Kit.

## Vanjske poveznice
- SEDS: NGC 993